# Russell County (Kansas)
Russell County je okres ve státě Kansas v USA. K roku 2010 zde žilo 6 970 obyvatel. Správním městem okresu je Russell. Celková rozloha okresu činí 2 328 km².